# نيبويشا جراهوفاتس
نيبويشا جراهوفاتس مواليد 11 فبراير 1984 في جمهورية يوغوسلافيا الاشتراكية الاتحادية، هو لاعب كرة يد بوسني يلعب كحارس مرمى. مثل منتخب البوسنة والهرسك لكرة اليد.

## سجل المنافسة
شارك في البطولات التالية:
- بطولة العالم لكرة اليد للرجال 2015

## روابط خارجية
- نيبويشا جراهوفاتس على موقع الاتحاد الأوروبي لكرة اليد (الإنجليزية)
- نيبويشا جراهوفاتس على موقع الاتحاد الفرنسي لكرة اليد (الفرنسية)